# Slovensk litteratur
Den slovenska litteraturen tar sin början med Freisingfragmenten från cirka år 1000 e.Kr. De första böckerna på slovenska trycktes 1550.

## Medeltiden
Under medeltiden 500–1500 e.Kr. är de mest kända handskrifterna Freisingfragmenten (skrivna efter 972 e.Kr, senast 1039 e.Kr.), Klagenfurt-handskriften, Stična-handskriften (1428), Castelmonte-handskriften och Čedad-handskriften.
Freisingfragmenten (Slovenska Brižinski spomeniki) är det äldsta bevarade exemplet på skriven slovenska och den äldsta slaviska texten skriven med latinskt alfabet. Namnet härleds från Freising i Tyskland, där manuskriptet som texterna var en del av hittades. Troligtvis skrevs texterna, som är av kyrklig natur, efter 972, dock senast 1039 e.Kr. 
Klagenfurt-handskriften (eller Rateče-handskriften) är den näst äldsta bevarade slovenska skriften från medeltiden. Handskriften har två olika namn, Klagenfurt efter var de förvaras och Rateče, där man tror att de en gång nedtecknades. Troligtvis skrevs handskriften mellan 1362 och 1390 e.Kr. och består av ett pergamentblad med två nedskrivna böner (Fader vår på sju rader och Ave Maria på tre rader) och den Apostoliska trosbekännelsen på tolv rader.
Stična-handskriften (eller Ljubljana-handskriften) är inskrivna i en kodex på latin och de skrevs 1428 e.Kr. De slovenska delarna sträcker sig över de fem sista sidorna och utgörs av två versioner av allmän botgöring, början av en påsksång, ett par termer på både latin och slovenska, en text om den Heliga Anden och Jungfru Maria samt bönen Salve Regina. I övrigt förekommer det kommentarer på slovenska i den latinska texten på ett par ställen. De första två texterna skrevs av en okänd cisterciensermunk av tjeckiskt ursprung och de två andra texterna tros vara skrivna av dennes student. Handskriften upptäcktes i Krains Akademiska Bibliotek i Ljubljana vid mitten av 1800-talet och förvaras idag i NUK (Narodna in Univerzitetna Knjižnica) i Ljubljana.
Čedad-handskriften (eller: Černjeja/Černjeva-handskriften) (italienska: Manoscritto di Cergneu) förvaras i det arkeologiska museet i Cividale i Italien och de skrevs runt 1497. Skriften består av 16 blad som redogör för medlemmar och besökare till Santa Mariakyrkan i Cergneu/Černjej och deras gåvolöften. I början är all text på latin och den lokala italienska dialekten, men mot slutet av första halvan av boken finns en notis på latin som klargör att notarien Johannes Vegle kommer att börja översätta de latinska uppgifterna till slovenska. Totalt är ungefär hälften av de införda uppgifterna på slovenska och trots att det rör sig om en kyrkas bokföring är texterna relevanta då de bidrar med orts- och personnamn på slovenska och dess inflytande på Venetianska under 1400- och 1500-talen.

### Folkdiktningen
Till folkdiktningen hör berättelserna om Kralj Matjaž, Pegam och Lambergar, Peter Klepec, Rošlin och Verjanko, Den sköna Vida och Janček Ježek.

## Den protestantiska reformationen
Under den protestantiska reformationen var de viktigaste författarna Primož Trubar (1508–1586), Jurij Dalmatin (1547–1589), Adam Bohorič (1520–1598) och Sebastijan Krelj (1538–1567).
Primož Trubar skrev de första två slovenska böckerna som någonsin tryckts. De heter Catechismus och Abecedarium. I Catechismus används för första gången ordet slovenci (slovener) i skrift. Detta är en mycket viktig händelse i slovensk kultur och litteratur. Primož Trubars anses vara den första författaren som skrivit om det slovenska folket som en egen nation och som låtit idén födas att de är unika. Många anser att Primož Trubars texter är de första originella slovenska poesi, prosa och filosofiska tankar som någonsin tryckts. Primož Trubar var katolik innan han blev inspirerad av Martin Luthers protestantiska reformer liksom många andra viktiga slovenska författare.
Jurij Dalmatin var den första som översatte bibeln från latin till slovenska. Det protestantiska budskapet om att alla ska kunna läsa bibeln på sitt eget språk gynnade det slovenska språket och påverkade det på ett mycket positivt sätt.
Adam Bohorič skrev den första slovenska grammatiken. Den första slovenskt översatta bibeln och den första slovenska grammatiken publicerades 1584.
1600- och 1700-talets litteratur dominerades av folklig och religiös poesi, men det var även början av slovensk drama.

## Motreformationen
Den mest betydande motreformatorn i Slovenien var Tomaž Hren (1560–1630). Tomaž Hren var katolsk biskop i Ljubljana, men han växte upp i en protestantisk familj. 1573 gick han i skola hos Jesuiterna i Graz och 1588 blev han prästvigd. Biskop i Ljubljana blev han 1597 och 1599 fick han den positionen godkänd av Vatikanen. Mellan 1600 och 1603 ledde han förstörelsen av protestantisk litteratur med bokbål och tryckte ner protestantismen, men han bevarade Dalmatins bibel och fick tillstånd från påven att använda den och på så sätt bevarade han en del av den slovenska och protestantiska litterära och lingvistiska traditionen.

## Barocken
Under barocken var de mest betydande författarna Romuald Štandreški/Lovrenc Marušič (1676–1748), Janez Svetokriški (1648–1714) och Janez Vajkard Valvasor (1641–1693).
Janez Vajkard Valvasor föddes 1641 i Ljubljana och dog 1693 i Krško. Valvasor var baron och mångsysslare, bland annat skrev han flera böcker, deltog i krig och blev en av dem som först beskrev det ursprungliga Karstområdet i västra Slovenien. Just hans arbete med att beskriva Cerknicasjöns hydrologi fick honom invald i English Royal Society. Hans mest kända verk är Slava vojvodine Krajnske, som är en presentation av Hertigdömet Krain, rik på illustrationer och beskrivningar. Verket är som ett uppslagsverk med beskrivningar av naturen, traditioner, folksagor, historia och topografi av regionen. Valvasor anses också vara den som först skrivit om vampyrism efter att han skrivit ner legenden om Jure Grando i Istrien.

## Upplysningen
Under upplysningstiden var de främsta författarna Marko Pohlin (1735–1801), Jurij Japelj (1744–1807), Valentin Vodnik (1758–1819) och Anton Tomaž Linhart (1756–1795).
Marko Pohlin var filosof och augustinsk munk. År 1768 kom hans Kraynska grammatika (Krainsk grammatik) på tyska. I förordet uppmanade Pohlin sina landsmän att inte skämmas för sitt modersmål. Denna bok var ursprungligen endast avsedd för invånarna i Krain men kom att få betydelse för slovener i allmänhet. Boken blev en vändpunkt i två avseenden: för det första uppmuntrade den en större förtrogenhet vid användningen av slovenska språket och för det andra använde den språket för att förena de slovensktalande invånarna i Krain mot de tysktalande grannarna. Denna grammatik anses vara startskottet för det slovenska moderna nationella uppvaknandet. På 1770- och 1780-talen kom ett antal sekulära publikationer i dess följd: grammatiker, ordlistor, diktsamlingar, skolböcker, populära folksånger, översättningar av Bibeln, lagar och annat, vilket var av stor betydelse eftersom det tidigare nästan endast hade publicerats religiösa verk på slovenska, om man undantar den folkliga litteraturen. Denna omvälvning skedde inom en liten krets utan något program förutom att man ville höja ett folkspråks status. Pohlin som hade en estetisk och konservativ hållning drog till sig unga patrioter som Janez Damascen Dev (1732–1786). Dev var redaktör för diktsamlingarna Pisanice od lepeh umetnost (En samling av fin litteratur) som kom mellan åren 1779 och 1781. Samlingarna innehöll olika stilar: barock, rokoko och förromantisk stil. Dev skrev själv över 40 dikter i barock och förromantisk stil. Han anses vara den slovenska konstpoesins fader.

## 1830–1849
Under perioden 1830–1849 var de mest betydande författarna Matija Čop (1797–1835), Jovan Vesel Koseski (1798–1884), France Prešeren (1800–1849), Anton Martin Slomšek (1800–1862), Stanko Vraz (1810–1851), Fanny Hausmann (1818–1853), Josipina Turnograjska (1833–1854), Luiza Pesjak (1828–1898) och Janez Nepomuk Primic (1785–1823).
Denna period kännetecknas av att den slovenska nationella rörelsen mest var en lingvistisk och kulturell företeelse som ännu inte hade fått en politisk agenda. Runt lingvisten Matija Čop och France Prešeren fanns en grupp som ville höja det slovenska språket till en högre nivå och en subtilare nyansrikedom. De trodde att "hög" litteratur, till motsats från den rådande bonde-orienterade litteraturen, var det ultimata kriteriet för en nations mognad och att den var grundläggande för dess existens. De trodde även att en välutvecklad kultur skulle tillåta medelklassen att engagera sig i den slovenska nationella rörelsen. Detta ledde till att man beslöt sig för att publicera slovensk litteratur i Krajnska čbelica med Miha Kastelic (1796–1868) som redaktör och med bidrag av bland andra France Prešeren, Matija Čop och Andrej Smole (1800–1840). Den var en periodisk publikation som utkom 1830, 1831, 1832, 1833, 1834 (det som skrevs 1834 kom ut 1848). Anledningen till att det inte kom ut något nummer 1834 utan att det först kom efter maktskiftet 1848 var den hårda censuren som rådde. Samma öde drabbade även ett flertal slovenska tidningar.

## 1849–1899
Under perioden 1849–1899 var de mest betydande författarna Janez Trdina (1830–1905), Fran Levstik (1831–1887), Simon Jenko (1835–1869), Josip Jurčič (1844–1881), Josip Stritar (1836–1923), Janko Kersnik (1852–1897) Simon Gregorčič (1844–1906) Anton Aškerc (1856–1912), Ivan Tavčar (1851–1923), Zofka Kveder (1878–1926), Pavlina Pajk (1854–1901), Fran Govekar (1871–1949) och Fran Erjavec (1834–1887).
Simon Gregorčič, katolsk präst och poet, föddes 1844 i Vrsno nära Kobarid. Han studerade i Gorica. Efter att han prästvigts 1867 var han kyrkoherde i Kobarid 1868–1873. Han förflyttades 1873 till Rihemberg (nuvarande Branik) i Vipava, och 1882 till Gradišče pri Prvačini. 1903 drog han sig tillbaka och flyttade till Gorica, där han avled 1906. Hans första diktsamling "Poezije" kom ut 1882. Den följdes av ytterligare tre diktsamlingar, varav den sista kom ut postumt. Simon Gregorčič är kanske främst känd för sina postromantiska dikter, naturromantiska och patriotiska. En av hans mest kända dikter är ”Soči”, som är en hyllning till floden Soča. Han har även skrivit kärleksdikter. Sammanlagt har han skrivit omkring 500 dikter, av vilka många har blivit tonsatta. Han blev mycket populär som poet och fick smeknamnet "Goriškas näktergal".
Fran Levstik anses vara en känd och uppskattad slovensk författare, poet och kritiker. Han föddes den 23 september 1831 och dog den 16 november 1887. Levstik anses ha lagt grunden för den slovenska litteraturen. Detta med hjälp av sin essä Od Litije do Cateža (Från Litija till Catež). Kampen för de nationella rättigheterna var mycket viktig för Levstik och han deltog aktivt i den. Han är också känd för sina språkvetenskapliga diskussioner. En av hans mest kända och troligen mest älskade böcker är Martin Krpan z Vrha (Martin Krpan från Vrh). Han skrev också poesi, där det centrala temat oftast var kärlek. Han dog 56 år gammal, i den slovenska huvudstaden Ljubljana. När han levde lyckades han ha ett bra inflytande på den framtida generationens slovenska författare som också kämpade för de slovenska nationella rättigheterna.

## Sekelskiftsperioden 1899–1918
Under sekelskiftesperioden var de dominerande riktningarna impressionism, nyromantik, symbolism och dekadens. De viktigaste författarna var Ivan Cankar (1876–1918), Josip Murn Aleksandrov (1879–1901), Dragotin Kette (1876–1899), Oton Župančič (1878–1949), Alojz Gradnik (1882–1967) och Izidor Cankar (1886–1958).
Till de främsta slovenska modernistiska pionjärerna brukar man räkna poeterna Oton Župančič, Dragotin Kette, Josip Murn Aleksandrov och poesi-, prosa- och dramatikförfattaren Ivan Cankar. Modernisterna tog avstånd från de nyttobetonade och patriotiska tendenserna som var gällande. Ivan Cankar, som var son till en skräddare och växte upp under fattiga och svåra förhållanden, kritiserade öppet det småborgerliga samhället, dess moral och seder. Han tog in samhällskritik i sin prosa och sina dramatiska verk. I dessa tog han även avstånd från patriotism och drev med de principlösa attityderna i politiken. I sina verk tog han in samtida europeiska koncept och motiv, vilket gjorde honom till en av de första som gjorde så. Detta ledde till att han fick problem på hemmaplan. Den dåvarande biskopen i Ljubljana tyckte att Cankars diktsamling Erotika var så moraliskt och religiöst anstötlig att han köpte hela den första upplagan och brände upp den. Cankar insåg att kampen mot censur, förtryck och orättvisa hade en större betydelse för den konstnärliga utvecklingen än att följa de senaste trenderna. Boken Hlapec Jernej (Drängen Jernej) skrev Cankar i samband med att han bestämde sig för att ställa upp som kandidat för det socialdemokratiska partiet i de österrikiska parlamentsvalen. Den handlar om drängen Jernej som i stort sett under hela sitt liv stått vid sidan om sin husbonde Sitar och byggt upp allt det som denne hade. Historien börjar med att Sitar har dött, och hans son har fått ärva allt och denne slänger ut Jernej. Grundproblemet är herre-slav och Jernej reser runt och försöker få sin del men möts endast av oförstående människor. Boken är en kritik av de rådande sociala och politiska förhållandena.
Ivan Cankar (1876–1918) var diktare, författare och dramatiker. Han föddes i byn Vrhnika (cirka 2 mil väster om Ljubljana) den 10 maj 1876. Han hade 11 syskon men fyra syskon dog redan som unga. De levde fattigt då hans far blev ruinerad efter en misslyckad affär och några år senare brann även deras hem ner. Senare övergav också fadern familjen.
I skolan upptäcktes hans läsbegåvning och han blev skickad till realskolan i Ljubljana för att fortsätta sina studier. Han tillbringade också en tid i Wien där han bland annat studerade arkitektur. Han blev också politiskt intresserad i Wien, där han aktivt skrev politiska artiklar. Under tiden i Wien skrev han två dramatiska verk För nationens väl (1901) samt Kungen på Betajnova (1902). Han skrev också en roman om sin familjs historia som även är hans mest omfattande verk På sluttningen (1903). Vid valet år 1907 kandiderade han på den socialdemokratiska listan men rösterna räckte inte till. Under valrörelsen skrev han sin mest kända bok Drängen Jernej som har översatts till 17 språk.
År 1917 flyttade han till Rožnik, en kulle ovanför staden Ljubljana. I oktober år 1918 råkade han ut för en olycka då han ramlade utanför sin bostad och skadade nacken. En månad senare drabbades han också av lunginflammation. Ett par veckor senare den 1 december 1918 avled han bara 42 år gammal.
Oton Župančič (1878–1949) började sin poesibana med tendenser av neoromantik och dekadens som han kommit i kontakt med under studietiden i Wien. Under mellankrigstiden var han rojalist och stödde Kungariket Jugoslavien och har bland annat kritiserats för sin pragmatiska inställning till slovenska språket. Bland hans mest kända verk är Samogovir (1908) med två välkända dikter om hemlandet, Z vlakom och Duma, samt hans omtyckta barndikter Ciciban. Förutom poesi skrev Župančič också drama, bland annat ett verk om Veronika Deseniška (baserat på en händelse i Celje-grevarnas liv). Under många år översatte han flera av de stora författarna som William Shakespeare, Balzac, Dickens, Voltaire samt även libretton och Bizets opera Carmen.
Alojz Gradnik (1882–1967) föddes i byn Medana i Goriška Brda-regionen i dåvarande Österrike-Ungern, numera provinsen Goriška i Slovenien. Efter gymnasiestudier i Gorizia studerade han juridik i Wien. Efter examen 1907 arbetade han som domare, från 1920 i Kungariket Jugoslavien, där han senare blev expertrådgivare till justitiedepartementet i Belgrad och medlem av högsta domstolen för statens säkerhet, där politiska rättegångar genomfördes. Från 1936 till 1941 var han ledamot av "Stol sedmorice", som var placerad i Zagreb. När axelmakterna invaderade Jugoslavien i april 1941 utvisades han av de nya fascistiska myndigheterna i den oberoende staten Kroatien och flyttade tillbaka till Ljubljana. De italienska fascistiska ockupationsmyndigheterna internerade honom i Gonars koncentrationsläger 1942 - 1943. Efter andra världskriget återvände han till Ljubljana.
Alojz Gradnik publicerade mellan 1916 och 1944 nio diktsamlingar. Han efterlämnade också ett stort antal opublicerade verk.
Utöver sitt eget författarskap var Gradnik också en betydelsefull översättare. Han översatte bland annat delar av Dantes Divina Commedia till slovenska. Han översatte också verk av andra viktiga författare, till exempel Francesco Petrarca, Anton Tjechov och Federico García Lorca. Han talade många språk, flera av dem flytande.
Idag anses Gradnik, tillsammans med Oton Župančič, vara en av de viktigaste slovenska poeterna under mellankrigstiden. Under sin livstid var han emellertid för det mesta inte uppskattad av kritikerna. Han var i onåd hos kommunistregimen efter kriget, då de betraktade honom som reaktionär. Han dog i Ljubljana 1967. Hans död uppmärksammades inte, och han fick ingen gata uppkallad efter sig förrän 1990. Han återupptäcktes under sent 1980-tal. Han blev en inspirationskälla för den yngre generationen postmoderna författare, som Brane Senegačnik, Nevin Birsa och Aleš Šteger.
Milka Hartman (1902–1997) föddes i Loibach/Libuče (Kärntens slovenskspråkiga område) den 11 februari 1902. Hon var poet men också hemkunskapslärare. Hon utbildade sig till hemkunskapslärare i Ljubljana och började arbeta där år 1927. Hon höll också en del matlagningskurser. Efter andra världskriget började hon arbeta inom Kärnten-slovenska kvinnors politik och kulturarbete. Hon var engagerad i arbete med barn och ungdomar. Hon kämpade för den slovenska folkgruppen i Kärnten. Hennes modersmål var väldigt viktigt för henne.
Hartmans dikter har publicerats i ett flertal diktsamlingar. Många av hennes dikter beskriver livet på landsbygden före industrialiseringen. Hon har också skrivit flera slovenska sånger som ofta handlar om vackra händelser, hårda tider, politiska budskap och hennes starka tro.
År 1983 blev hon tilldelad den litterära utmärkelsen professor av den dåvarande österrikiska förbundspresidenten Rudolf Kirchschläger.
Milka Hartman dog i Loibach/Libuče den 19 juni 1997.

### Senrealism
De viktigaste senrealistiska författarna Fran Milčinski (1867–1932), Janez Jalen (1891–1966) och Fran Saleški Finžgar (1871–1962).

## Mellankrigstiden 1918–1941
- Edvard Kocbek
- Pavel Golia
- Vladimir Bartol
- Louis Adamic
- Alma Karlin
- Bogomir Magajna
- Ivan Mrak
- Anton Novačan
- Lili Novy
- Julius Kugy
- Vladimir Kralj
- Marica Gregorič Stepančič

### 1918–1926
Efter första världskriget var de mest betydelsefulla författarna Anton Podbevšek (1898–1981) och Srečko Kosovel (1904–1926).
Efter första världskriget ersattes modernismen med expressionismen. Nya trender uppstod i poesin och till viss del även inom teatern, men mindre inom prosan. De nya trenderna kombinerades med de tidigare riktningarna: naturalism, nyromantik, dekadens och symbolism. Avantgardisterna var uppdelade i tre grupper: Den första i Novo mesto med poeten Anton Podbevšek i centrum. Han var en av de mest centrala författarna under denna period och han experimenterade även med futurismen. Den andra gruppen samlades kring Srečko Kosovel som i början skrev impressionistiska dikter, efter det hade han en expressionistisk period men influerades bland annat av Podbevšek och började skriva dikter som kombinerade impressionistiska, symbolistiska, expressionistiska och konstruktiva element. Neo-avantgardgruppen OHO blev på 1960-talet influerad av dessa dikter. Den tredje avantgardegruppen fanns i Trieste runt målaren  Avgust Černigoj (1898–1985). År 1922 och 1923 var han i München, på våren 1924 studerade han i Weimar på  Bauhausskolan och hade László Moholy-Nagy (1895–1946) som lärare. Senare samma år i augusti hade han sin första konstruktivistiska utställning i Ljubljana. Dessa avantgardistiska verk publicerades i tidskrifterna Svetokret, Rdeči pilot, Ljubljanski Zvon, Ferdo Delaks Novi oder och Tank.

### 1918–1930
- Joža Lovrenčič
- Miran Jarc
- Anton Vodnik
- France Vodnik
- Božo Vodušek
- Ivan Pregelj
- Slavko Grum
- Stanko Majcen
- France Bevk
- Jože Udovič
- Stanko Vuk
- Danilo Lokar
- Cene Vipotnik

Anton Vodnik föddes den 28 maj 1901 i Ljubljana och dog den 2 oktober 1956. Han var en slovensk poet, konsthistoriker och kritiker. Hans bror var France Vodnik, en litteraturkritiker. Anton Vodnik studerade konsthistoria på universitetet i Wien. Han var en hängiver ung katolik och umgicks inom dessa kretsar. Han blev 1930 en av de som skrev mest i den katolska litterära tidskriften Dom in svet (Hemmet och världen). Anton Vodnik publicerade sin första samling med poesi 1920. Det var det årtiondet som han troligen var som mest uppskattad och påverkade invånarna med sin poesi. Han dog senare i Ljubljana.
France Vodnik (1903–1986) var Anton Vodniks yngre bror. Han var en slovensk litteraturkritiker, översättare, novellförfattare och poet. Även han föddes i Ljubljana. France Vodnik var väldigt aktiv med sitt skrivande under mellan krigstiden, då Slovenien tillhörde det Jugoslaviska riket. Han var aktiv i tidskriften Križ na gori (korset på berget), tillsammans med andra intellektuella. Efter andra världskriget minskade hans litterära påverkan och han jobbade mest som översättare. 1977 skrev han klart en polsk - slovensk ordbok. Han dog i Ljubljana 1986.

### 1930–1941
- Mile Klopčič (1905–1984)
- Fran Albreht
- Vera Albreht
- Tone Čufar
- Igo Gruden (1893–1948)
- Prežihov Voranc/Lovro Kuhar (1893–1950)
- Miško Kranjec (1908–1983)
- Bratko Kreft (1905–1996)
- Ivan Potrč (1913–1993)
- Ludvik Mrzel
- Juš Kozak (1892–1964)
- Ferdo Kozak (1894–1957)
- Lojz Kraigher

Prežihov Voranc är ett pseudonym för Lovro Kuhar, slovensk författare inom genren socialrealism. Voranc föddes den 10 augusti 1893 i Kotlje, Koroška i dåvarande Österrike-Ungern. Hans uppväxt präglades av fattigdom och han hade få möjligheter till vidare utbildning. Voranc var en av de ledande figurerna inom kommuniströrelsen i mellankrigstidens Jugoslavien och under andra världskriget. Hans mest berömda verk är Samorastniki och Doberdob. Den förra är en samling noveller som på ett beskrivande sätt berättar om det enkla livet för människor på landsbygden i Koroška, den senare behandlar realistiskt skyttegravskriget under första världskriget. En mycket omtyckt samling berättelser för de yngre, Solzice, var det sista verk Voranc färdigställde innan han avled 1950 i Maribor. Voranc har tilldelats Prešerens och Levstiks pris 1949.
Peter Božič (30 december 1932–10 juli 2009) föddes i Bled, Slovenien. Han var författare, dramatiker, journalist och politiker. Under sin barndom bodde han i Novo Mesto och i Maribor. Från år 1960 och fram till sin död år 2009 levde han i Ljubljana. Han är känd för sina berättelser från andra världskriget samt för sina skildringar av individer från de lägre klasserna i samhället och om fattigdomen. Han började studera vid universitetet i Ljubljana men avslutade aldrig sina studier. Han arbetade däremot som bibliotekarie i staden Jesenice under sin studietid. År 1990 blev han engagerad i politiken och gick med i det socialdemokratiska partiet. I samband med att Janez Janša valdes till president år 1992 gick Božič ur partiet och anslöt sig till liberal demokrati. År 1998 valdes han till stadsfullmäktige i Ljubljana. Han anslöt sig senare till det socialliberala partiet Zares. Hans mest kända roman, Očeta Vincenca smrt, anses vara en av de bästa litterära beskrivningar av andra världskriget i den slovenska litteraturen.

## Andra världskriget 1941–1945
- Karel Destovnik Kajuh
- Edvard Kocbek
- Matej Bor
- France Balantič
- Ivan Hribovšek

## Den socialistiska perioden 1945–1990
- Žarko Petan
- Boris Pahor
- Alojz Rebula
- Florjan Lipuš
- Janko Messner
- Mimi Malenšek
- Miha Remec
- Miloš Mikeln
- Saša Vuga
- Feri Lainšek
- Marjan Tomšič
- Tone Partljič
- Vladimir Kavčič
- Igor Torkar
- Matej Bor

Žarko Petan föddes den 27 mars 1929. Han är författare, novellskrivare, manusförfattare och film- och teaterregissör. Han är mest känd för sin användning av aforismer. Petan föddes i en relativt rik medelklassfamilj i Ljubljana (Slovenien) som då tillhörde Jugoslavien. Han tillbringade sin barndom i Zagreb (Kroatien). Petans far ägde ett hotel i Zagrebs centrum. 1940 flyttade Petan och hans familj till staden Maribor (Slovenien) där de öppnade ett kafé. 1949 tjänstgjorde han i den Jugoslaviska armén och blev då anklagad för att ha talat alltför vänligt om fienden. Han dömdes till 9 års fängelse och släpptes 1951. Efter att han blev fri började han studera ekonomi vid universitet i Ljubljana. När han tagit ekonomie examen blev han antagen till Akademin för teater, radio, film och television i Ljubljana. Där studerade han för att bli regissör. Petan var den permanenta regissören i Ljubljanas stadsteater i över tjugo år. Han var även en väldigt flitig författare. Han har regisserat 120 teaterföreställningar, tagit emot över femtio utmärkelser, publicerat över 60 böcker på slovenska. Och antagligen fler på andra språk, speciellt kroatiska. Hans verk har blivit översatta till ungefär 27 olika språk.
Saša Vuga född den 8 februari 1930, är en slovensk författare och dramaturg. Han har arbetat på Radio Ljubljana samt varit dramaturg och redaktör för dramaredaktionen på RTV Ljubljana. Han har skrivit flera romaner och novellsamlingar samt TV- och radiopjäser. 
Saša Vuga skriver en neorealistisk, stiliserande prosa och dramatik. Hans språk är originellt och rikt på metaforer. Han anses vara en pionjär inom slovensk TV-teater. Några av hans TV-pjäser har även givits ut i bokform. Saša Vuga har tilldelats Prešerenpriset. 

### Nyrealism
- Ciril Kosmač
- Tone Seliškar
- Anton Ingolič
- Branka Jurca
- Berta Golob
- Ela Peroci
- Kristina Brenkova
- Leopold Suhadolčan

### Intimism
- Ciril Zlobec
- Janez Menart
- Kajetan Kovič
- Tone Pavček
- Ivan Minatti
- Lojze Krakar
- Milka Hartmann
- Berta Bojetu
- Nevin Birsa

### Modernism
Under modernismen var de största författarna Edvard Kocbek (1904–1981), Vitomil Zupan (1914–1987), Borut Kardelj (1941–1971), Rudi Šeligo (1935–2004), Gustav Januš (1939–), Svetlana Makarovič (1939), Andrej Capuder (1942–), Jože Snoj (1934–), Jože Javoršek (1920–1990), Dominik Smole (1929–1992), Gregor Strniša (1930–1987), Dane Zajc (1929–2005), Marjan Rožanc (1930–1990), Lojze Kovačič (1928–2004), Niko Grafenauer (1940–), Miroslav Košuta (1936–) och Peter Božič (1932–2009).
Vitomil Zupan, född den 18 januari 1914, död 14 maj 1987, skrev prosa, dramatik, poesi, essäer och barn- och ungdomsböcker. Under andra världskriget var han internerad en period av den italienska militären men anslöt sig sedan till de slovenska partisanerna. Efter kriget jobbade han på radio Ljubljana fram till 1947, därefter var han frilansskribent. Han arresterades 1948 och blev anklagad för att vara "misstänkt intellektuell" och 1949 dömdes han till 18 års fängelse, men frisläpptes 1954. Zupan återupptog sina studier och tog civilingenjörsexamen 1958 vid Ljubljanas universitet men fortsatte sedan jobba som frilansskribent. Han har skrivit ett flertal verk, hans första roman, Črni šahovski konj (Den svarta schacklöparen) publicerades 1933. Till hans främsta verk räknas bland andra Andante patetico (1945) som handlar om en partisan under andra världskriget och Levitan (1982) i vilken han reflekterar över sin fängelsetid. Levitan ingår i en trilogi Menuet za kitaro (1975) (Minuett för en gitarr), Komedija človeškega tkiva (1980) (Den mänskliga vävnadens komedi) och Levitan (1982).
Rudi Šeligo, född den 14 maj 1935, död den 22 januari 2004, var en slovensk författare, dramatiker och politiker. Han anses vara en av de främsta slovenska modernisterna under efterkrigstiden. 1957 började han studera filosofi och sociologi vid universitetet i Ljubljana och där blev han en del av en grupp unga intellektuella som kallades den kritiska generationen. Han publicerade under den här tiden en del berättelser i det alternativa litterära magasinet Revija 57. Rudi Šeligo anses vara den som först introducerade reism i slovensk litteratur i sin bok Triptih Agate Schwarzkobler (1968). 1994 gick han med i det slovenska socialdemokratiska partiet och för en kort tid var han också landets kulturminister. Han ligger begravd på kyrkogården Žale i Ljubljana.

### Postmodernism
- Boris A. Novak
- Marko Kravos
- Drago Jančar
- Evald Flisar
- Tomaž Šalamun
- Brina Svit
- Janko Ferk
- Cvetka Lipuš

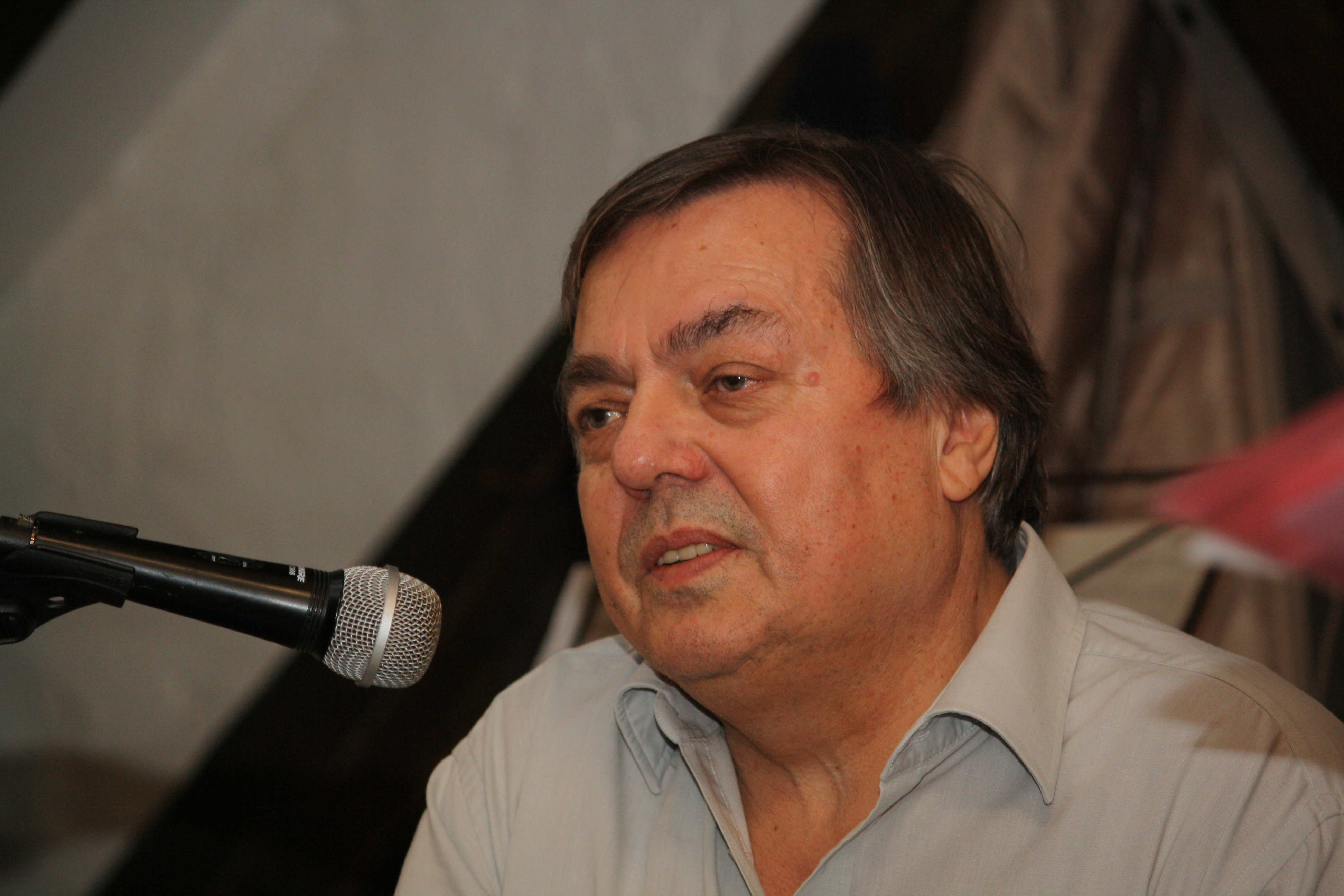
Drago Jančar

Drago Jančar, född 1948 i Maribor, är en slovensk romanförfattare, novellist, essäist och dramatiker. Han är också känd för sina politiska kommentarer och sitt engagemang i det slovenska samhället. Han bor i Ljubljana. 
Jančar började skriva redan som tonåring. Hans första korta romaner publicerades av tidningen Mladina. Jančar studerade juridik. Han blev chefredaktör för studenttidningen Katedra. Han kom dock i konflikt med det styrande kommunistiska partiet då han hade publicerat kritiska artiklar om partiet. Det ledde till att han blev tvungen att lämna tidningen. Snart därefter fick han arbete som assistent vid Maribors dagstidning Večer. År 1974 anklagades han för att ha spritt fientlig propaganda och arresterades av de jugoslaviska myndigheterna. Han blev dömd till ett års fängelse men släpptes redan efter 3 månader. Han blev då direkt skickad till att göra militärtjänstgöring i södra Serbien. Där trakasserades han systematiskt av sina överordnade. Efter sin militärtjänstgöring flyttade han till Ljubljana. Här kom han bland annat i kontakt med inflytelserika konstnärer som liksom Jančar var kritiska till det kommunistiska styret. Många av Jančars tidiga verk blev förbjudna och fick inte publiceras. 
I samband med Titos bortgång i slutet av 1970-talet skedde dock en liberalisering som medförde att han kunde arbeta som manusförfattare och dramatiker. I mitten av 1980-talet hade han många framgångar med sina romaner och noveller. Från slutet av 1980-talet började han också bli välkänd utomlands, främst i centraleuropa. Jančars romaner och korta berättelser finns numera översatta till de flesta europeiska språk och är publicerade både i Europa och USA. Sedan början av 1990-talet har han arbetat som redaktör på Slovenska Maticas förlag i Ljubljana. Mellan 1987 och 1991 var han starkt engagerad i demokratiseringen av sitt hemland och var då även ordförande för det slovenska PEN Centret (organisation vars syfte är att främja vänskap och intellektuellt samarbete mellan författare världen över). År 1993 fick han Prešerenpriset, den högsta utmärkelsen för litterära och konstnärliga prestationer i Slovenien. År 1994 vann han också det europeiska priset Short Story Award för bästa korta berättelsen.

## Verk

### Romaner
- Petintrideset stopinj (trettiofem grader, 1974)
- Galjot (Galiot, 1978)
- Severni sij (Northern Lights, 1984)
- Pogled angela (Angel's Gaze)(1992) (Angel's blick) (1992)
- Posmehljivo poželenje (Mocking Desire, 1993)
- Zvenenje v glavi (Ringing in the Head, 1998) (Ringsignal i huvudet, 1998)
- Katarina, pav in jezuit (Katerina, 2000)
- Graditelj (The Builder, 2006)
- Drevo brez imena (trädet utan namn, 2008)
- To noč sem jo videl (Jag såg henne den natten, 2010)

### Drama
- Disident Arnož in njegovi (Dissident Arnož och hans band, 1982)
- Veliki briljantni valček (The Great Brilliant Waltz, 1985)
- Vsi tirani mameluki so hud konec vzeli... (Alla Mameluk tyranner hade ett dåligt slut..., 1986)
- Daedalus (Daedalus, 1988) Daidalos (Daidalos, 1988)
- Klementov padec (Klement's Fall, 1988)
- Zalezujoč Godota (Efter Godot, 1988)
- Halštat (Hallstatt, 1994)
- Severni sij (Northern Lights, 2005)
- Niha ura tiha (Den Tysta Oscillerande Klocka, 2007)

### Essäer
- Razbiti vrč (The Broken Jug, 1992)
- Egiptovski lonci mesa (Egyptiska Grytor av kött, 1994)
- Brioni (Brioni, 2002)
- Duša Evrope (Europas själ, 2006)

## Självständighetstiden efter 1990
De mest kända författarna under denna period är Aleš Čar Iztok Osojnik, Aleš Debeljak, Josip Osti, Miha Mazzini, Drago Jančar, Rudi Šeligo, Boris A. Novak, Igor Škamperle, Alojz Ihan, Taja Kramberger, Aleš Šteger, Uroš Zupan, Andrej Blatnik, Jani Virk, Brane Mozetič, Goran Vojnović, Dušan Jelinčič, Vinko Ošlak, Janko Ferk, Mojca Kumerdej och Benka Pulko.
Aleš Čar, född 1971, publicerade sin första roman år 1997, Igra angelov in netopirjev (Änglar- och fladdermössleken). Kritikerna betonade romanens stilistiska perfektion och språkliga skicklighet och den fick pris för årets bästa debutroman. Hans andra bok, romanen Pasji tango (Hundtango), kom 1999. Den fick stor uppmärksamhet och har översatts till serbiska, kroatiska och ungerska. Novellsamlingen V okvari (I sönder) kom 2003. Det karakteristiska för dessa tre böcker är en rytmisk struktur som är stegrande, alienerade och passiva huvudpersoner som även är marginaliserade. Konflikten i romanen uppstår när huvudpersonerna konfronteras med fasta beteendemönster de inte kan hantera. År 2007 kom hans novellsamling Made in slovenia ut. Den består av 50 korta prosatexter på två till tre sidor. Čar finns representerad i de engelska antologierna The key witnesses: the younger Slovene prose at the turn of the millennia (2003) och i Fragments from Slovene Literature An Anthology of Slovene Literature (2005). På tyska finns han representerad i antologierna Die Zeit der kurzen Geschichte (2001) och i Zu zweit nirgendwo (2006). Förutom att han finns översatt till flera slaviska språk finns han även översatt till hindi i antologin Slovenia se electric quitar aur anya kahanya (2006).
Aleš Šteger, född 1973, publicerade sin första bok, diktsamlingen Šahovnice ur (Timmarnas schackbräden) 1995. För den vann han ett flertal priser samt nådde en större läsekrets än den normala poesipubliken. Hittills har han publicerat fem diktsamlingar, en påhittad reseskildring om Peru och två noveller. Štegers verk har översatts bland annat till svenska, engelska, tyska, franska, ungerska och kroatiska. Han är en av de mest översatta slovenska författare ur den postjugoslaviska generationen och hans dikter har blivit publicerade i över 40 internationella tidskrifter.
Lucija Stupica, född 1971 i Celje, Slovenien, debuterade 2000 med diktsamlingen Čelo na soncu (Cello i solen). Förutom den har hon skrivit diktsamlingarna Vetrolov (Vindskydd), år 2004 och Otok, mesto in drugi (Ön, staden och de andra), år 2008. Med dessa har hon framträtt som en av de främsta och mest intressanta nutida poeterna. Otok, mesto in drugi nominerades 2008 till årets bästa diktsamling, den är delvis skriven på Gotland. Hon har publicerat sina verk i alla de främsta slovenska litteraturtidskrifterna samt är med i de engelska antologierna Ten Slovenian Poets of the Nineties och Fragments from Slovene Literature.
Josip Osti föddes den 19 mars 1945 i Sarajevo (Bosnien och Hercegovina) med flyttade till Slovenien 1990. Han är en slovensk och bosnisk poet, prosaförfattare, novellskrivare, litteraturkritiker och översättare. Han sammanställde även antologier. Han tog examen i filosofi på filosofiska fakulteten i Sarajevo. Osti har publicerat över tjugo böcker med poesi. De senaste fyra är skrivna på slovenska. Han har även skrivit tre prosaböcker och tolv böcker med noveller. Osti har översatt omkring åttio böcker och femton teaterpjäser skrivna av slovenska författare. Ostis verk har blivit översatta till slovenska, italienska, tjeckiska, engelska, polska, turkiska, bulgariska och makedonska. Idag bor han i byn Tomaj (Slovenien) och arbetar som frilansskribent. Ett av hans kända poetiska verk är Barbara in barbar ( Barbara och barbar) som publicerades 1990.
Miha Mazzini föddes den 3 juni 1961 i Jesenice (Slovenien). Han är en slovensk författare, skribent, filmregissör och datorexpert. Han studerade kreativt skrivande vid Sheffields universitet i England och avslutade sin forskningsutbildning där. Mazzini har skrivit ett tjugotal böcker som översatts till åtta olika språk. Hans roman Operacija Cartier (Cartier projektet) var en bästsäljare i före detta  Jugoslavien och vann pris för bästa roman 1987.
Aleš Debeljak, född 1961, är en slovensk poet, kulturkritiker och essäist. Han är också kolumnist för dagstidningen Delo. Han har gett ut 7 diktsamlingar och 12 essäsamlingar. Hans verk är översatta till många språk. Själv har han också översatt bland annat dikter av John Ashbury till slovenska, samt böcker om sociologi. Debeljak var en av redaktörerna för den kritiska alternativa tidskriften ”Nova Revija”. Han har också varit med i den socialliberala tankesmedjan ”Forum 21”, ledd av Sloveniens tidigare president Milan Kučan.
Aleš Debeljak är professor i kulturstudier vid fakulteten för sociala studier vid Ljubljanas universitet.
Andrej Blatnik, född 1963, är författare, översättare och redaktör. Han har studerat komparativ litteratur och kultursociologi. Han har en masterexamen i amerikansk litteratur och en doktorsexamen i kommunikation. Blatnik har (2011) skrivit tre romaner, ett antal verk med kortare berättelser, essäer om bland annat amerikansk prosa och kulturverk och reflexioner om litteraturen i digital tid. Han har även skrivit flera radioteaterpjäser och översatt böcker från engelska (Anais Nin, Stephen King, Sylvia Plath, Paul Bowles). Han arbetar som skönlitterär redaktör på ett av de största förlagen i Slovenien, Cankarjeva založba. Många av hans verk har översatts till andra språk.
Uroš Zupan föddes 25 augusti 1963 i Trbovlje, en slovensk industristad. Zupan är en slovensk poet och översättare. Han studerade litteraturvetenskap i Ljubljana, och även sociologi. Efter att han slutfört sina studier arbetade han som frilansare och översättare. Han översatte engelska, kroatiska och serbiska texter. Zupan har bland annat publicerat åtta diktsamlingar och även samlingar av uppsatser. Han har också översatt många amerikanska poeters verk. Hans egna verk har översatts till flera europeiska språk, bland annat tyska, polska och kroatiska. Zupan har fått många litterära utmärkelser för sina verk. Ett av dem är Prešerenpriset, som Zupan fick 1996. Idag bor han i Ljubljana och jobbar som frilansare. Några av hans verk är: Nafta (Olja 2002), Jesensko listje (Höstlöv 2006), Copati za hojo po Kitajski (Skor för promenader i Kina 2008).
Peter Semolič är en slovensk poet och översättare. Han föddes i Ljubljana år 1967. Han studerade allmän språkvetenskap och kulturvetenskap vid universitetet i Ljubljana. Han utexaminerades år 2000. Sedan år 1991 har han arbetat som frilansare. Semolič anses vara den främsta slovenska poetiska författaren av den yngre generationen. Slovenska litteraturkritiker anser att Semolič infört en ny trend inom den slovenska litteraturen. Den nya trenden kallar de för ”ny intimism”. Hans dikter är tydliga och lätta att följa. Dikterna öppnar upp för starka känslor, djupa meningar och visdom. Han har skrivit ett antal diktsamlingar: Tamariša (1991), Bizantinske rože (1994), Hiša brez besed (1996), Krogi v vodi (2000), Vprašanja o poti (2001), Meja (2002), Prostor zate (2006), Vožnja okrog sonca (2008) och Rimska cesta (2009). Han har fått många priser för sina verk. Han har bland annat fått sloveniens mest framstående utmärkelser, Jenko's Poetry Prize och Prešerenpriset (National Award för litteratur och konst). År 1998 vann han också Vilenica Crystal Award. Peter Semolič skriver också radioteater och barnlitteratur. Han gör också översättningar från engelska, franska, serbiska och kroatiska. Hans poesi har översatts till italienska, franska, spanska, engelska, tyska, finska, polska, ungerska, bulgariska, makedonska och serbiska.
Brina Svit (pseudonym för Brina Švigelj-Mérat) är en slovensk författare, journalist och regissör. Hon föddes i Ljubljana, Slovenien, den 31 maj 1954. Hon studerade fransk litteratur på universitetet i Ljubljana. 1980 flyttade hon till Paris och fortsatte sina studier där. 
Brina Svit delar numera sin tid mellan Paris och Ljubljana. Hon är journalist för tidningen Delo och skriver även för välkända franska tidningar och tidskrifter. Hon har skrivit flera romaner, först på slovenska men bytte sedan språk till franska. De romaner hon skrivit på franska har hon sedan själv översatt till slovenska.
Brina Svit är också en av ett 40-tal författare från olika länder som medverkat i essäsamlingen ”Views from the Bridge of Europe”. Den innehåller korta essäer med den gemensamma nämnaren ”bro”, och är inspirerad av Europabron över Rhen, som förenar Tyskland och Frankrike vid Strasbourg – Kehl. Texterna är skrivna på originalspråk och översatta till engelska, tyska och franska.

## Prešerenpriset
Prešerenpriset (Sl: Prešernova nagrada) är det mest ansedda priset för konstnärlighet i Slovenien och särskilt inom litteratur. Det delades ut för första gången den 8 februari 1947 på kulturens dag (en slovensk helgdag som infaller på Prešerens födelsedag) och består, förutom äran, också av en summa pengar. Prešerenpriset regleras i en särskild lag och pengarna kommer från en statlig fond. Juryn som utser en eller två pristagare per år består av representanter för olika konstnärliga uttryck och de väljs av riksdagen efter att ha nominerats av regeringen. Det förekommer också Prešerenpris på studentnivå som delas ut till studenter som utmärkt sig särskilt inom konst eller vetenskap vid Ljubljanas universitet.